# Fernando Márquez de la Plata

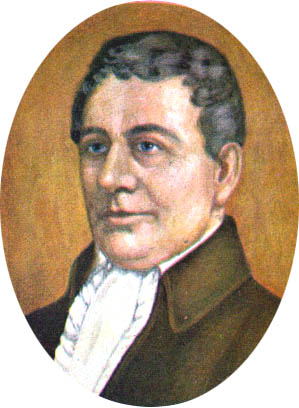
Fernando Márquez de la Plata

Fernando Márquez de la Plata y Orozco (* August 1740, nach anderen Quellen: 3. September, in Sevilla, Spanien; † 17. Dezember 1818 in Santiago de Chile) war ein spanischer Kolonialbeamter und Mitglied der Ersten Regierungsjunta in Chile.

## Leben

### Jugend und Ausbildung
Márquez entstammt einer adeligen Familie aus Andalusien; seine Eltern waren Rodrigo Márquez de la Plata y García de Celis und Luisa de Orozco y Martel. Sein Vater war Richter und zählte als Mitglied des Consejo de Indias (deutsch: Indienrat) zu den höchsten Verwaltungsbeamten des spanischen Kolonialreichs. Fernando studierte nach dem Besuch des Colegio de Santo Tomás Rechtswissenschaften an der Universität von Sevilla. Nach dem Abschluss seiner Studien trat er in die Dienste der Kolonialverwaltung ein. Er war mit der Chilenin María Antonia Calvo de Encalada y Recabarren verheiratet.

### Kolonialbeamter in Südamerika
1776 ging er nach Südamerika. Er begann seine Karriere dort in La Paz im heutigen Bolivien. 1781 wurde er als Richter (Oidor) an die Real Audiencia von La Paz berufen. 1783 übertrug man ihm das Amt des Provinzgouverneurs von Huancavelica in Peru. Er trat seinen Dienst im folgenden Jahr an und blieb bis 1789 im Amt. Danach ging er als Richter nach Lima.
Seine Hochzeit in Santiago 1786 musste ohne den Bräutigam stattfinden, da dieser in Peru unabkömmlich war.
1798 übertrug man ihm den Vorsitz des Obersten Gerichtshofs (Real Audiencia) von Quito im heutigen Ecuador und 1803 den Vorsitz der Real Audiencia in Chile in Santiago de Chile.

### Mitglied der Regierungsjunta
Mit dem Einmarsch Napoleons in Spanien, der Inhaftierung König Ferdinands und der Bildung der Junta Suprema Central entstand auch in Chile der Drang, eine Junta einzurichten. Am 18. September 1810 berief der Gouverneur von Chile, Mateo de Toro Zambrano y Ureta, eine Versammlung ein, um über die Regierung des Landes zu beraten.
Auf der Versammlung, die den Beginn der Unabhängigkeit Chiles markiert, wurde eine Regierungsjunta gewählt, deren Vorsitz Toro Zambrano übernahm. Unter den Honoratioren, die dem Gremium angehörten (so als Vizepräsident der Bischof von Santiago, José Martínez de Aldunate) war auch Márquez als Vorsitzender des Obersten Gerichts.
Nach dem Tode von Toro Zambrano war sein Stellvertreter und designierter Nachfolger, Bischof Martínez de Aldunate, selbst bereits schwerkrank und dem Tode nah, der ihn im April 1811 traf. Juan Martínez de Rozas, der Führer der Exaltados – des radikalsten Teils der Unabhängigkeitsbewegung – übernahm zunächst den Vorsitz, musste aber nach der unglücklichen Figur, die er bei der Niederschlagung des Putsches von Tomás de Figueroa gemacht hatte, zurücktreten. An seiner statt übernahm Márquez de la Plata das Amt des Junta-Vorsitzenden.
Auf Betreiben von Martínez de Rozas löste die Regierung im Nachgang des Figueroa-Putsches Ende April die Real Audiencia auf. Am 4. Juli 1811 trat der Nationale Kongress zusammen und löste als Regierungsinstitution die Junta ab.

### Weitere Karriere als Richter und Exil
Im September 1811 wurde Márquez de la Plata als Mitglied an das neugeschaffene Berufungsgericht (Tribunal de Apelaciones) gesandt.
Als 1814 die Unabhängigkeitsarmee bei der Schlacht von Rancagua vernichtend geschlagen wurde, ging Márquez de la Plata wie viele andere Köpfe der Unabhängigkeitsbewegung (darunter José Miguel Carrera, Bernardo O’Higgins und Manuel Rodríguez Erdoíza) ins Exil ins argentinische Mendoza. Im Gegensatz zu den meisten anderen Revolutionären gelang es ihm, den Großteil seines beträchtlichen Vermögens mitzunehmen.
Nach dem Sieg der Unabhängigkeitsbewegung in der Schlacht von Chacabuco kehrte er 1818 nach Chile zurück. In der jungen Republik übernahm er das Amt des Obersten Richters. Im Amt starb er im Alter von 78 Jahren ein Jahr später.